# Mieczysław Bereśniewicz
Mieczysław Bereśniewicz (ur. 14 stycznia?/26 stycznia 1892 roku w Rosji, zm. 11 września 1938 roku w Wejherowie) – oficer Wojska Polskiego w stopniu komandora podporucznika, pedagog, poeta.

## Życiorys
Był synem Antoniego Nikodema Bereśniewicza, kapitana wojsk rosyjskich. Ukończył Morski Korpus w Sumach, gdzie studiował razem z młodszym bratem Leonidem Bereśniewiczem. Był wówczas redaktorem pisma „Kadet”. Porucznik marynarki wojennej, służył w 1. bazie Floty Bałtyckiej, następnie w Siłach Zbrojnych Południa Rosji. Dowodził tam okrętem transportowym „Jekatierinodar”. Został wówczas ranny. Ewakuowany pod koniec 1920 z Noworosyjska do Salonik na transportowcu „Brijenn”. W lecie 1921 znajdował się w Jugosławii, następnie wyemigrował do odrodzonej Polski.
29 marca 1920, jako przedstawiciel Departamentu Spraw Morskich, wraz z urzędnikiem Aleksandrem Cwaliną, poszukiwał w Szwecji oraz Finlandii okrętów i statków dla floty. W rezultacie zakupione zostały dwie kanonierki. Kontrakt z fińską firmą Nurminena podpisany został 27 sierpnia 1920 i opiewał na 75 tys. marek fińskich. Nawiązano także przy tej okazji kontakt z duńską firmą oferującą cztery poniemieckie trałowce. Plonem wyjazdu Mieczysława Bereśniewicza do Finlandii była także oferta złożona przez firmę inż. Van-Vinena na zakup żaglowca, za sumę 170 tys. dolarów. Tym żaglowcem była „Chinsura”, późniejszy ORP „Lwów”.
Bereśniewicz pełnił funkcję pierwszego dowódcy kanonierki ORP „Generał Haller” od 17 kwietnia do 24 maja 1921, na czas jej przejścia z Finlandii do Polski. We wrześniu 1921 został skazany przez Sąd Admiralski na dwa tygodnie aresztu. Następnie, w roku 1924, był dowódcą ORP „Mazur”. W 1926 lub 1927 roku został przeniesiony na emeryturę. Mieszkał wraz z żoną i synem Antonim Bereśniewiczem w Wejherowie, zajmując parter domu przy ul. Nanickiej 7.
Autor cyklu wierszy „Opjum i morze” wydawanych przez Dziennik Gdyński w latach 1931–1933, członek Związku Literatów Polskich na Kaszubach z siedzibą w Gdyni.  
Mieczysław Bereśniewicz był członkiem kadry dowódczej ośrodka szkolenia marynarzy i podoficerów, kierownikiem wydziału pokładowego w okresie od 1 lipca 1923 do 1924. W dniu 31 grudnia 1928 przeniesiony został w stan spoczynku. Zmarł w Wejherowie 11 września 1938 na chorobę Parkinsona, pochowany na starym parafialnym cmentarzu przy ul. 3 Maja.